# Splashed
Splashed è il terzo album in studio degli Shameless, uscito nel 2002 per l'Etichetta RSR Records.

## Tracce
1. Don't Hesitate (Michael) 3:36
2. Love Game (Michael) 3:50
3. Goodbye 2 U (Kelli) 3:58
4. Toy Human (Michael, B.C.) 3:58
5. She's Not Comin' Home (Aeriel Stiles) 4:07
6. I Love The Way U Make Me Sick (Michael) 3:07
7. U & I (Michael) 3:09
8. Change Your World (Kelli, Michael) 3:46
9. Operator (Kelli) 3:46
10. Wild In The Night (Michael, B.C.) 3:38
11. Getaway (Michael) 6:40

## Formazione
- Steve Summers - voce (Pretty Boy Floyd)
- Stevie Rachelle - voce nelle tracce 6, 11(Tuff)
- Alexx Michael - basso
- Mike Fasano - batteria (Warrant, Dad's Porno Mag)
- Kari Kane - batteria nella traccia 5 (Pretty Boy Floyd)
- Keri Kelli - chitarra (Pretty Boy Floyd, Big Bang Babies)
- Jan Sick - tastiere